# Goera ilo
Goera ilo là một loài trong họ Goeridae. De
soort phân bố ở miền Ấn Độ - Mã Lai.